# شیربها

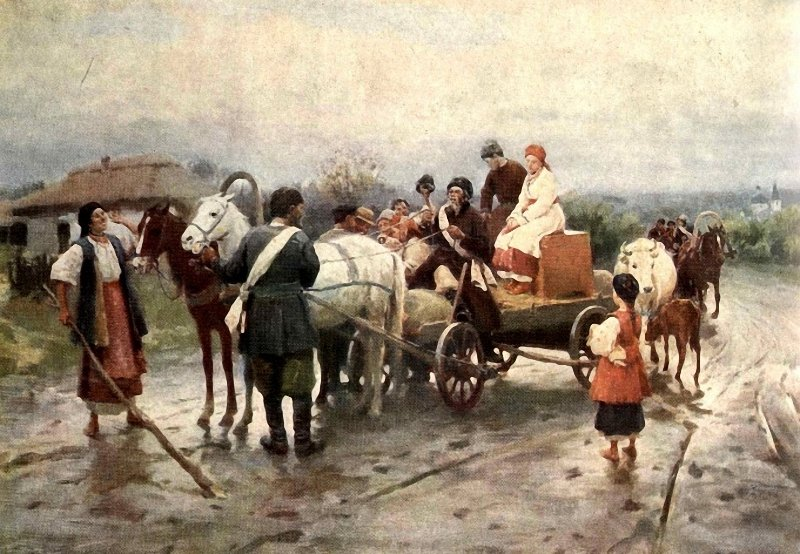
تصویری از یک کاروان عروسی

شیربها که در گذشته در برخی مناطق از جمله آذربایجان رایج بود، و به ترکی به آن باشلیق گفته می‌شد، عبارت بود از پولی که داماد قبل از مراسم ازدواج، علاوه بر مهریه، به خانوادۀ عروس می‌داد که به نوعی کمک خانواده داماد به خانواده عروس برای تهیه جهیزیه بود.
شیربها غیر از مهریه‌ است؛ ازاین‌رو، احکام مهریه بر آن مترتّب نمی‌شود. 

 در افغانستان به آن ولول می گویند.

## تاریخ
در قانون حمورابی آمده‌است:
اگر زنی بمیرد و پسری نداشته‌باشد، جهیزیۀ زن منهای ارزش شیربها به پدر زن عودت داده می‌شود.